# Moto Morini 125 H
La 125 H è una motocicletta prodotta dalla Moto Morini a partire dal 1975 con motore a quattro tempi.

## Descrizione
L'eredità da raccogliere era gravosa: quella del Corsaro, in catalogo dal 1959.
Il motore, secondo il criterio di standardizzazione adottato dalla casa, era imparentato con quello della 3 1/2. Proprio come la progenitrice aveva il motore con camera di combustione ricavata nel cielo del pistone (testata Heron) e la distribuzione ad aste e bilancieri comandata da cinghia dentata. Con la 350 bolognese condivideva anche le bielle, il cambio (a 6 marce), la pompa dell'olio, il freno a disco anteriore e l'accensione elettronica.
A differenza della 350 adottava però una frizione in bagno d'olio. Il gruppo termico della 125 H era del tutto unificato con quello della successiva 250 J bicilindrica, o meglio 250 2C, fatta eccezione per il valore di corsa del pistone che anziché corrispondere ai 45 mm della monocilindrica era ridotto a 43.8 mm (stessa misura dei primi esemplari di 125 H). La lubrificazione era a carter umido con pompa trocoidale.
Presentata a inizio 1975, la nuova ottavo di litro Morini si presentava come la più moderna tra le "quattro tempi" della categoria, con uno stile ripreso da quello della 3 1/2; tra i punti deboli vi erano il prezzo (762.000 lire, più alto di quello delle concorrenti) e le prestazioni, simili a quelle del Corsaro.
Col passare degli anni la 125 fu aggiornata solo a livello estetico: nel 1977 i cerchi a raggi furono sostituiti con ruote a razze in lega, mentre due anni dopo fu cambiata la sella e la gamma delle colorazioni. A fine 1981 fu oggetto di un nuovo restyling (cambiarono serbatoio, fianchetti, codino e la forcella, ora dotata di soffietti parapolvere). Ultima evoluzione della moto fu la 125 T del 1984 disegnata da Alberto Strazzari (fondatore nel 1979 della Engines Engineering) e ispirata alla contemporanea Honda FT 500.
La produzione terminò nel 1985, dopo circa 16.000 esemplari costruiti (di cui circa 500 125 T).
Sulla base della 125 H la Moto Morini, tra il 1982 e il 1983, costruì un prototipo sovralimentato da un piccolo compressore volumetrico, dotato inoltre di un overboost in accelerazione. La macchina forniva ottime prestazioni (si parlava di una ventina di cavalli a 9200 giri), tanto da essere più veloce della 250 T monocilindrica, ma il progetto fu abbandonato in ragione degli elevati costi di produzione.

## Fonti e bibliografia
- Alberto Pasi, La paura di osare, Motociclismo d'Epoca marzo 2016, pp. 48–63.